# Carex inanis
Carex inanis är en halvgräsart som beskrevs av Carl Sigismund Kunth. Carex inanis ingår i släktet starrar, och familjen halvgräs. Inga underarter finns listade i Catalogue of Life.